# Saint-André-de-Buèges
Saint-André-de-Buèges är en kommun i departementet Hérault i regionen Occitanien i södra Frankrike. Kommunen ligger i kantonen Saint-Martin-de-Londres som tillhör arrondissementet Lodève. År 2022 hade Saint-André-de-Buèges 47 invånare.

## Befolkningsutveckling
Antalet invånare i kommunen Saint-André-de-Buèges
Referens:INSEE